# Henri-Arthur Scott
 (décembre 2017).
Si vous disposez d'ouvrages ou d'articles de référence ou si vous connaissez des sites web de qualité traitant du thème abordé ici, merci de compléter l'article en donnant les références utiles à sa vérifiabilité et en les liant à la section « Notes et références ».
Henri-Arthur Scott (1858 - 31 janvier 1931) est un historien, prêtre catholique et professeur québécois.
Né à Saint-Nicolas, il étudie au petit et grand séminaire de Québec puis obtient sa licence et son doctorat théologique à l'Université Laval.
Vicaire à Saint-Antoine-de-Tilly et à Lévis, il compose des ouvrages et articles d'histoire canadienne et devient membre de la société royale du Canada et reçoit le titre de chanoine honorifique. Il a été curé de la paroisse Notre-Dame de Foy (Sainte-Foy) de 1893 à sa mort.

## Œuvres
- Notre-Dame de Sainte-Foy, 1902
- Nos anciens historiographes et autres études d’histoire canadienne, 1930
- Mémoires de la Société royale du Canada
- Diverses conférences à l'Université Laval